# 乔利佐
乔利佐俗称“西班牙香肠”，是一种起源于伊比利亚的猪肉香肠，通常使用猪肠作为肠衣。因为有着不同的种类，在食用前可以选择对其进行烹调与否。
在欧洲，乔利佐通常是经过发酵、腌制并烟熏制作的香肠。西班牙和葡萄牙乔利佐通常具有独特的烟熏味，以及从乾红椒那里得到的深红色。
乔利佐在拉丁美洲饮食中也非常常见。在拉美，作为主料的猪肉也有可能会混上牛肉或者其他肉类一同填充香肠。因为独特的饮食习惯以及食材成本，墨西哥乔利佐则通常用当地特产辣椒代替价格高昂的进口红椒来调味。
发酵并烟熏后的乔利佐可以直接切片食用。新鲜製好未经风干的乔利佐可以炙烤、煎，做熟之后可以夹三明治或卷饼。也可以加入蔬菜和酒类炖煮成为主菜。有时候在一些饮食中，它会被用作牛肉馅或猪肉馅的替代品。它也可以放入其他餐点中作为配料以增加风味。

## 词源及名称
乔利佐一词的语源不详。有人认为是自拉丁语的一词（盐腌的）中演变而来，也有人认为是从古希腊语这一词演变而来，在古罗马时代该词为猪的意思。
英语中发音通常为/tʃəˈriːzoʊ, -soʊ/.，也有人念做/tʃəˈriːθoʊ/以求接近于西班牙语发音。
伊比利亚半岛上各语言对乔利佐的拼写和发音如下：
- 阿斯圖里亞斯語： ([tʃoˈɾiθu])
- 巴斯克語： ([tʃoˈɾis̻o])
- 加泰隆尼亞語： ([ʃuˈɾisu])
- 加利西亞語： ([tʃowˈɾiθo])
- 葡萄牙語： ([ʃoˈɾisu])
- 西班牙語： ([tʃoˈɾiθo]或[tʃoˈɾiso])

## 西班牙乔利佐
在西班牙每年会生产五万吨的乔利佐香肠，可以以单根或者成串销售。西班牙产的乔利佐除了在西班牙国内以外，也在德国、奥地利和匈牙利受到欢迎，有的德语区俗称其为“红椒肠”（德語：Paprikawurst）。

### 生产

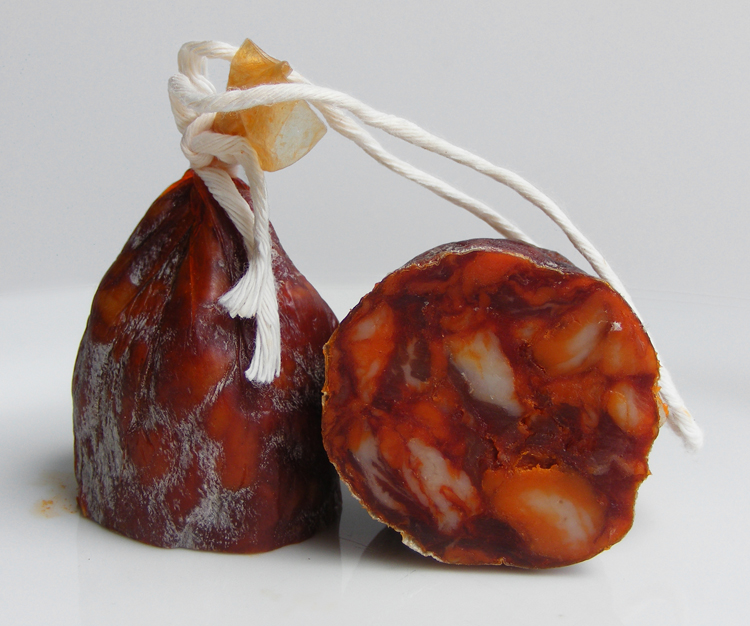
西班牙乔利佐大量使用熏红椒，使乔利佐有着特别的红色。

西班牙乔利佐由粗糙剁碎的猪肉和猪肥膘制成，由盐和其他香料调味。通常来讲，烟熏红椒和蒜是西班牙香肠必不可少的香料。根据熏红椒种类的不同，乔利佐也可以分成咸味和甜味两种。在西班牙不同地区，有着多达数百种不同的做法。如拉里奥哈和潘普洛纳地区就喜爱采用剁碎的肉馅装填。根据制作过程乔利佐也包括烟熏和不烟熏两大类，另外依据添加其他不同的香料（如奧勒岡）与否还可以加以细分。而如来自拉里奥哈、坎廷帕洛斯等地区生产的乔利佐香肠还会受到欧盟地理标示保护。通常来说西班牙乔利佐会采用猪小肠作为肠衣，但是也有使用猪大肠的，製好的香肠则称乔利佐丘拉爾。香肠在填塞好后，会在通风的干燥室里晾干。室内温度则控制在五至十摄氏度之间。在四到六周的成熟期过后，乔利佐香肠的质地会变得紧致。由于熟化的过程伴随着发酵，乔利佐也会在此后获得淡淡的酸味。
西班牙当地还有一种类似乔利佐的猪肉香肠称作。它与乔利佐的区别是没有用烟熏红椒调味，而采用了黑胡椒粒。
- 装入猪大肠的较粗的香肠（Chorizo cular）
- 西班牙北部圣安德雷斯德尔拉瓦内多出产的辣香肠。
- 坎廷帕洛斯的发酵香肠。

### 历史

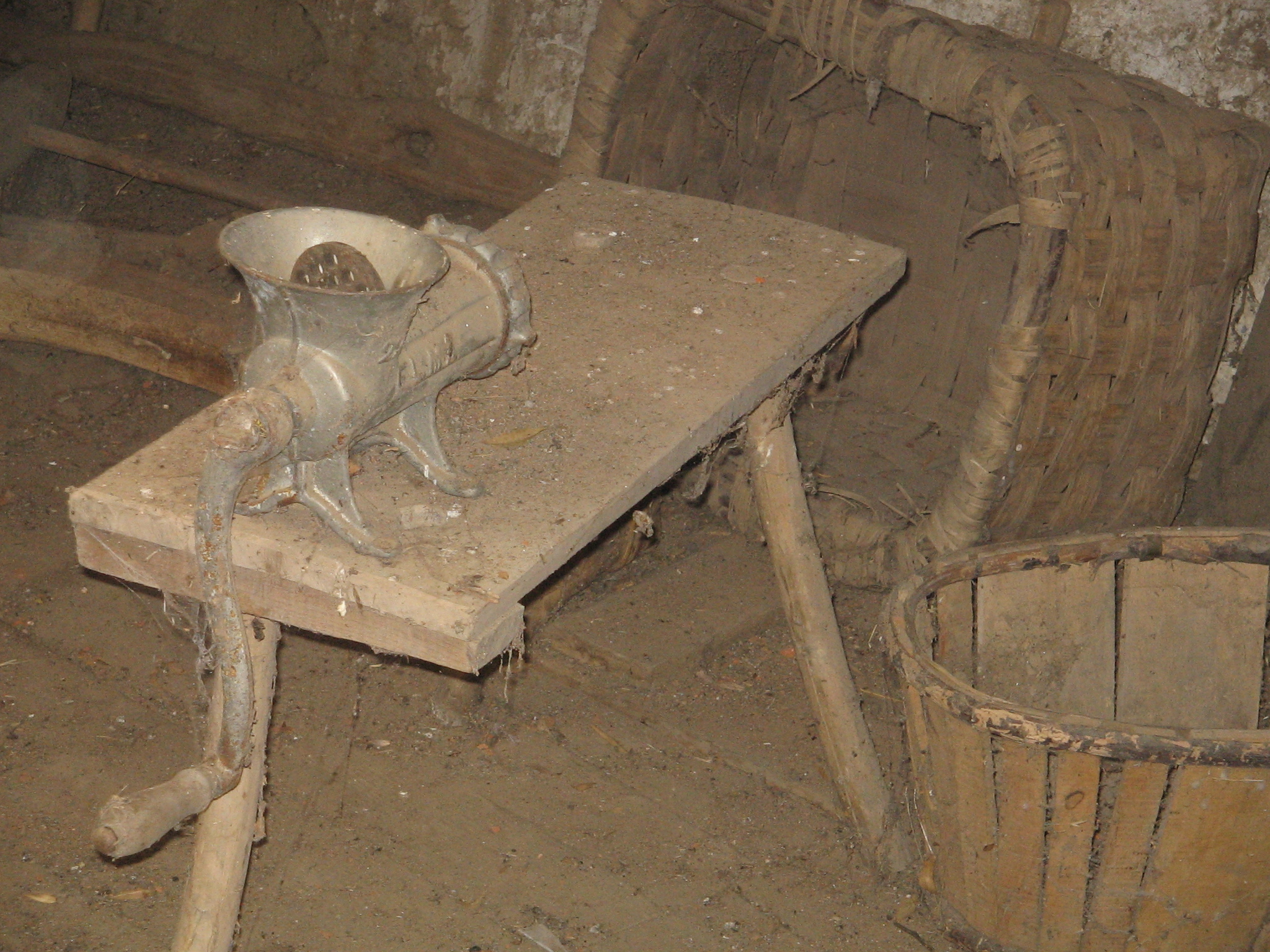
老式的香肠装填机

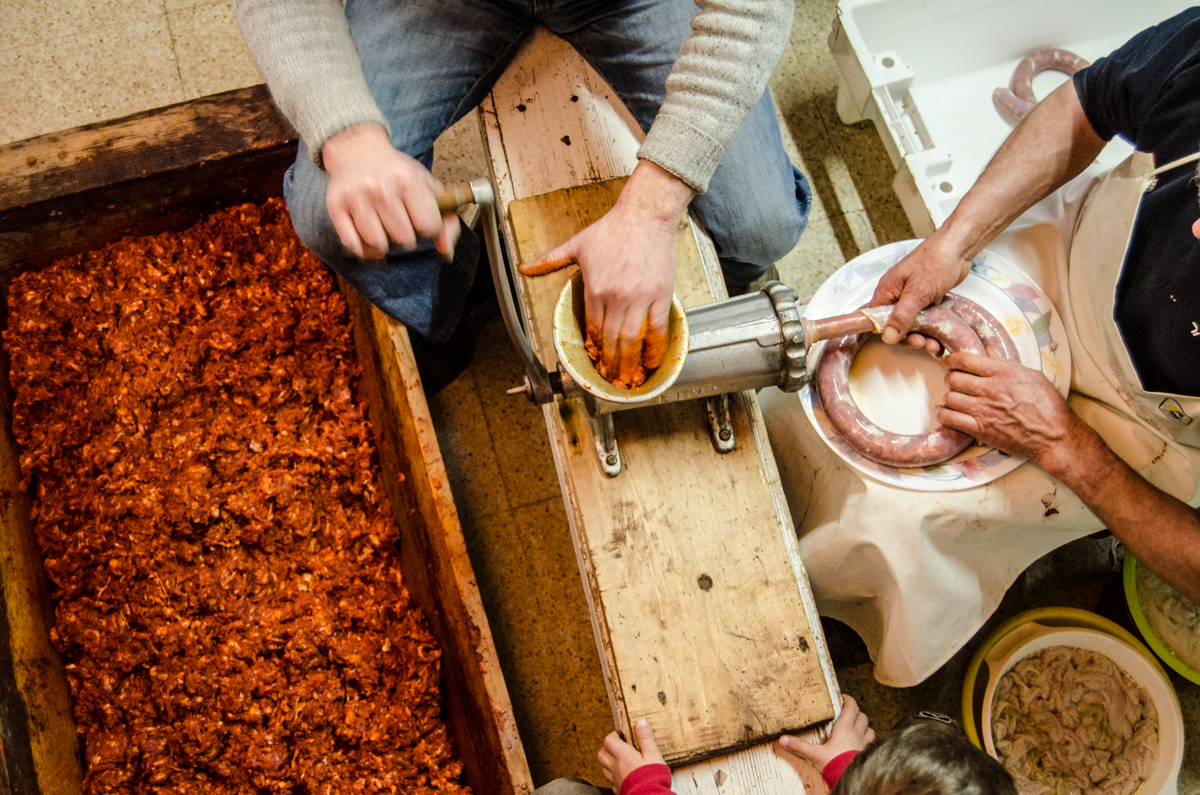
装填乔利佐

据说红椒是从美洲传至西班牙西部的埃斯特雷马杜拉从而进入西班牙饮食的。在1624年时，作家弗朗西斯科·德·戈维多提到了黑香肠，直至17世纪末时，西班牙香肠才变成了现在的红色。乔利佐最早在安达卢西亚是作为塔帕斯来食用的。在公元16世纪一本佚名的菜谱中详细提到了制作乔利佐的方法：
备剁碎的猪肥瘦肉、过筛面粉、大蒜、丁香、白葡萄酒和适量盐巴。将一切搅拌入白葡萄酒后，揉捏好。放入加盖的罐子里，自然放置一天。随后把填料填入牛或猪肠衣中装好，把它们放在烟雾中熏乾。
另外西班牙美食家安赫尔·穆罗（Ángel Muro）曾提到一则轶事，记载着红椒如何成为了一种冷盘肉的调料。有一次西班牙国王卡洛斯四世在外打猎，遇到了一个当地的肉铺店主。他向国王献上了马鞍包里装着的乔利佐。卡洛斯四世非常喜欢这个香肠，就让他成为了御膳房的供应商。西班牙艺术家雷蒙·巴耶烏（Ramón Bayeu，画家弗朗西斯科·戈雅的连襟）则根据这则轶事制成了挂毯《乔利佐》（El choricero），现藏于马德里普拉多博物馆。

### 食用
不同的乔利佐有着不同的长短、软硬和粗细程度。因此食用方法也有所不同。通常来说较细的乔利佐比较甜，而短的乔利佐比较辣，虽然也不必然。西班牙乔利佐可以直接吃、或烧烤、油煎，或作为其他菜肴的佐餐品。
- 塔帕斯，一般来说较细的可以作为开胃菜或者小食直接使用，而非常粗的乔利佐也通常可以切片食用；
- 炖菜，粗一些的香肠则可用作烹调；
- 索夫利特酱，剁碎并与其他蔬菜做成酱后，可以配米饭或土豆；
- 三明治，夹肠面包（西班牙语：Bollo preñao）或小肉饼（西班牙语：Hornazo）
- 在煎蛋中加入切碎的乔利佐

## 葡萄牙乔利佐

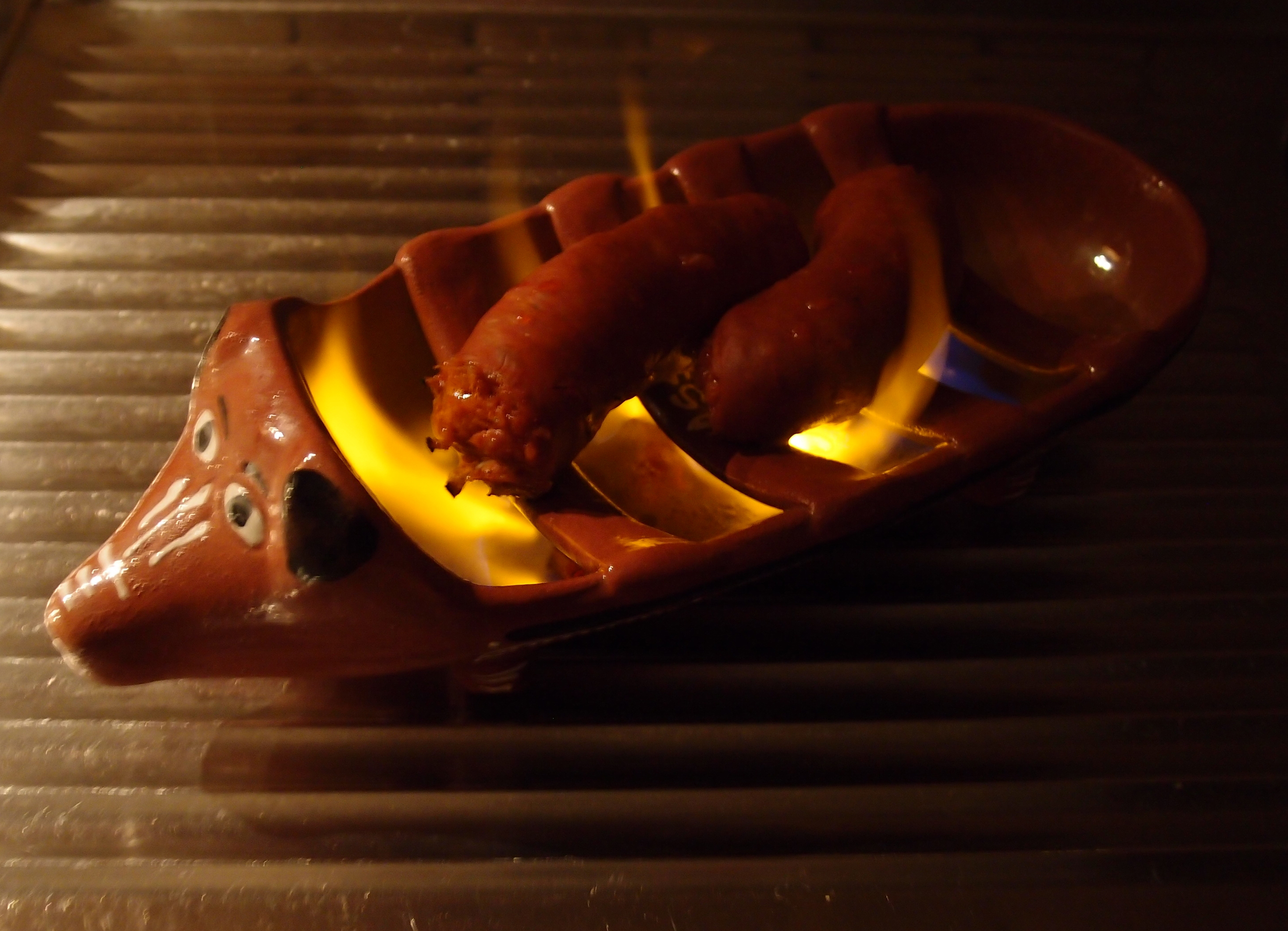
葡萄牙烤香肠

葡萄牙乔利佐通常是由猪肉、猪肥膘、葡萄酒、红椒以及蒜和盐制成的。这些食材会被塞进天然或人工的肠衣内，然后在烟熏下慢慢风干。因为不同的颜色、形状、调料种类也分为不同种类。在葡萄牙饮食和巴西饮食中会大量使用。另外在葡萄牙还有一种血肠（chouriço de sangue），做法与英国黑布丁相似。
葡萄牙一种较为流行的烹调方法是将其切片而不切断，然后下面用烈酒或酒精烧烤。

## 墨西哥乔利佐

青色乔利佐（Chorizo verde）是墨西哥托卢卡河谷地区的代表性食物。

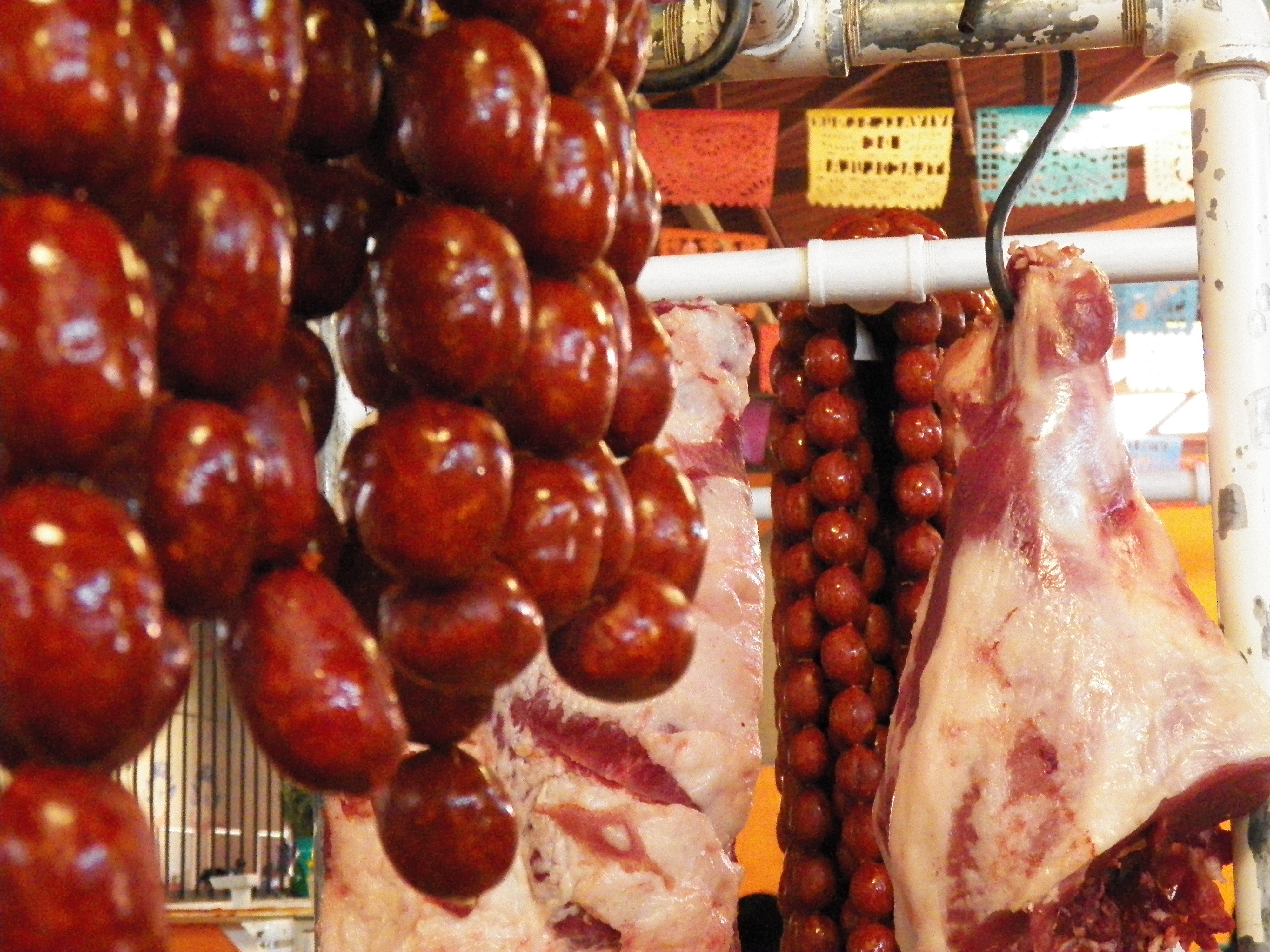
墨西哥瓦哈卡州的球状香肠。

与西班牙的新鲜乔利佐相似，墨西哥乔利佐通常是新鲜而未加风干的香肠。多用猪肥肉制成，但是也有牛肉、鸡肉、鹿肉、火鸡肉甚至豆腐制成的其他种类乔利佐。香肠填料则多用绞肉馅而不是剁碎肉馅。这一类乔利佐主要在墨西哥，以及拉丁美洲其他地区常见。
因为当地特产青色乔利佐，托卢卡也被墨西哥人称为伊比利亚之外的乔利佐首都。青色乔利佐由墨西哥酸浆、香菜、青辣椒和蒜作为主要调料。
大部分墨西哥乔利佐是深红色的，并分为干湿两种类型，其中湿香肠更加常见。高品質的乔利佐选用上好部位的猪肉放入肠衣，而便宜的则用猪下水制成填入塑料袋中。
墨西哥饭馆用乔利佐来制作墨西哥卷饼、奶酪锅、肉饼、比萨饼，或配上融化的奶酪放在墨西哥薄饼内等等。另外煎香肠炒鸡蛋（Chorizo con huevos）也是当地一种受欢迎的早餐，可以直接吃，也可以放在卷饼或塔可里。

## 其他拉丁美洲变种
阿根廷和乌拉圭的乔利佐是没有经过风干或烟熏的新鲜香肠，当地称科里奥利香肠，通常用于烹调或烧烤。这种香肠流行于阿根廷、乌拉圭、玻利维亚、智利和秘鲁。另外由于意大利和德国的移民带来的影响，阿根廷当地也有类似萨拉米或德国猪肝肠的香肠。自1990年起，当地的乔利佐有加入波罗伏洛干酪、菜椒或火腿等配料的变种。
在玻利维亚，传统的乔利佐是用绞碎或剁碎的猪肉和牛肉制成的，调料除了红椒粉和大蒜外，还会有孜然、洋葱和醋等。装填好的香肠在静置一夜后可以用于烹调。通常先水煮，之后再在锅内煎熟，或用于烧烤。可作为沙拉的配菜，这时通常配一片蘸有乔利佐油的面包食用。将整个香肠夹入面包的乔利佐三明治也在当地非常流行。
在巴拉圭，乔利佐通常也是由牛肉和猪肉制成的未经风干的新鲜香肠，但变种比较多。如有配有奶酪、葡萄干或橄榄的乔利佐，给予香肠不同的风味。巴拉圭也有类似意大利或德国式的香肠。
在委内瑞拉的乔利佐有蒜肠、烟熏香肠和新鲜香肠三种。蒜肠可以煎炒也可以烧烤，烟熏的用于炖菜，而新鲜的香肠则用于烧烤。

## 亚洲变种

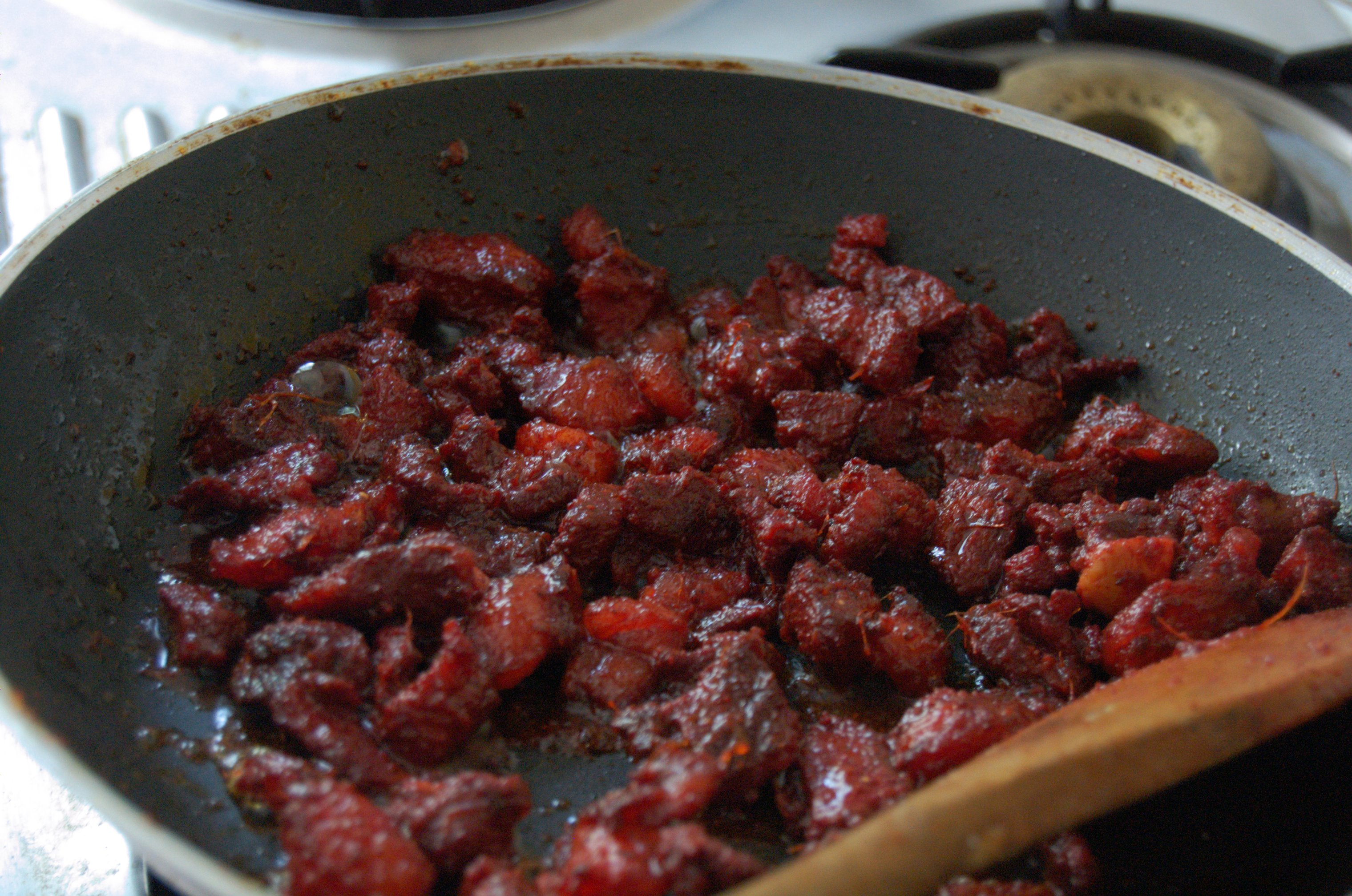
果阿乔利佐通常会被切碎后煎炒

在印度果阿，由于前葡萄牙殖民者的影响，当地也有乔利佐香肠。果阿乔利佐用猪肉制成，除使用大蒜、辣椒、孜然等香料作为调味料外，还采用了许多当地特产，如薑、薑黄、肉桂等当地香料，以及由糖棕酿成的芬尼酒。其最大特点是调料中还使用了大量的醋。通常香肠在装填好后至少放置一天，然后经三到四天风干或熏乾制成。製好的香肠可以切碎配洋葱蕃茄同炒，后放置于面包圈上，也可以制成手抓饭。

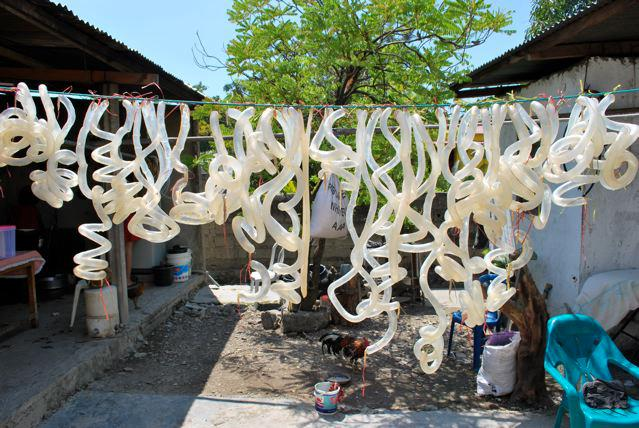
东帝汶人在准备用于制作乔利佐的肠衣

在东帝汶，由于葡萄牙殖民者的影响，当地也会食用乔利佐。